# Mandato Britânico da Mesopotâmia
O Mandato Britânico da Mesopotâmia (em inglês: British Mandate of Mesopotamia; em árabe: الانتداب البريطاني على العراق) foi um mandato de Classe A da Liga das Nações, nos termos do artigo 22, confiado à Grã-Bretanha quando o Império Otomano foi dividido, em agosto de 1920 pelo Tratado de Sèvres, após a Primeira Guerra Mundial. 
Este mandato foi elaborado em 25 de abril de 1920, na Conferência de San Remo, na Itália. A França controlava os mandatos do Líbano e da Síria. Faisal ibn Husayn, que havia sido proclamado Rei da Síria por um Congresso Nacional Sírio em Damasco, em março de 1920, foi expulso pelos franceses em julho do mesmo ano.
O governo civil do Iraque pós-guerra era liderado inicialmente pelo Alto Comissário, Sir Percy Cox, e seu vice, o Coronel Arnold Wilson. As represálias britânicas, após o assassinato de um oficial britânico em Najaf, não conseguiram restaurar a ordem. A administração Britânica ainda não havia sido estabelecida nas montanhas do norte do Iraque. O problema mais marcante frente aos britânicos, era a ira crescente dos nacionalistas, que se sentiram traídos por ter sido concedido o status de mandato.
Em 1932, o mandato britânico terminou e ao Reino do Iraque foi concedida a independência sob o Rei Faiçal I. Isto fez do Iraque o primeiro mandato criado pelo Tratado de Versalhes a garantir a independência. No entanto, os ingleses mantiveram bases militares no país. 